# Jüdischer Friedhof Zwettl-Niederösterreich

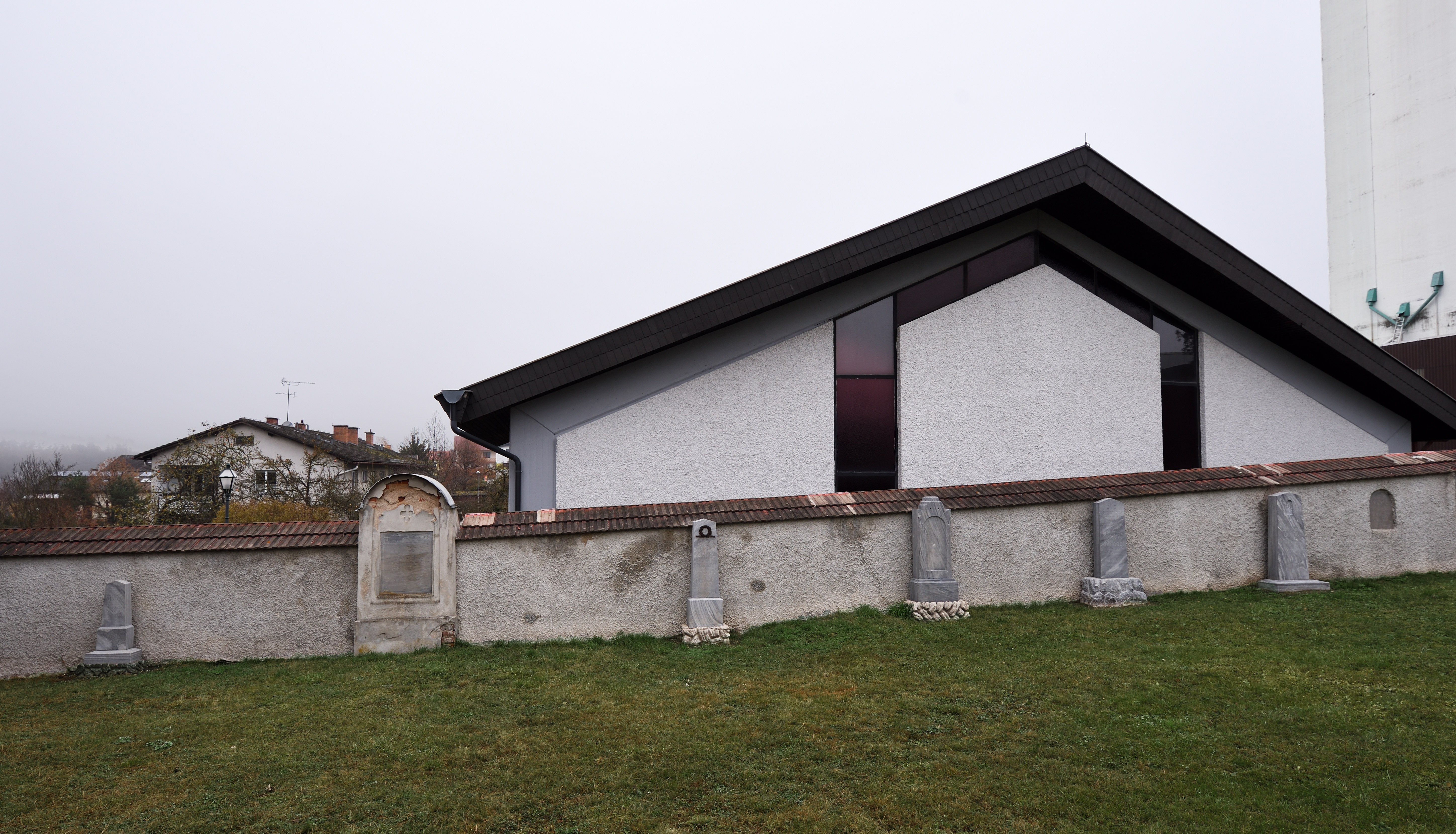
Jüdischer Friedhof Zwettl

Der Jüdische Friedhof Zwettl-Niederösterreich ist ein denkmalgeschützter (Listeneintrag) jüdischer Friedhof in der niederösterreichischen Stadtgemeinde Zwettl-Niederösterreich. Der jüdische Friedhof wurde in den 1880er Jahren am Hang des Galgenbergs als Teil des Syrnauer Friedhofs angelegt.
Auf dem Friedhof wurden die verstorbenen Juden aus der Stadt und dem Bezirk Zwettl bestattet. Heute sind noch 14 Grabsteine erhalten.